# Zemanta
Zemanta je orodje, ki ustvarjalcem vsebin na svetovnem spletu, kakršni so blogerji, samodejno poišče in predlaga povezave na sorodno spletno vsebino, s katero lahko nato obogatijo svoje objave.

## Delovanje
Zemanta poišče sorodno spletno vsebino s pomočjo jezikovne tehnologije semantičnega iskanja ter predlaga besedila, slike, oznake in vnese povezave do njih.
Zemanta predlaga povezave na vsebino iz spletišč vključno z Wikipedijo, Youtube, IMDB, Amazon.com, Flickr, Twitter, Facebook, kakor tudi na bloge ostalih uporabnikov Zemante.
Zemanto je možno uporabljati tudi kot vtičnik znotraj brskalnikov Firefox in Internet Explorer, dodatek za blogerske platforme kot sta Wordpress in Blogger ter znotraj spletnih storitev za elektronsko pošto kot je sta Gmail in Yahoo mail, v razvoju pa je tudi vtičnik za Microsoft Outlook.
Zemanta je sprva delno temeljila na programu TextGarden za analizo vsebine z Inštituta Jožef Stefan.